# Jobst Knigge
Jobst C. Knigge (* 15. November 1944 in Hamburg) ist ein deutscher Journalist und Historiker.

## Leben
Jobst Knigge studierte Geschichte, Soziologie und Romanistik. Er war Auslandskorrespondent 
für die dpa in Brüssel (1994–2001). Er ist Verfasser von historischen Büchern, besonders über die deutsch-italienische Geschichte des 20. Jahrhunderts. Außerdem veröffentlichte er verschiedene Beiträge zur Biografie von Ernest Hemingway.

## Veröffentlichungen
- Kontinuität deutscher Kriegsziele im Baltikum. Deutsche Baltikum-Politik 1918/19 und das Kontinuitätsproblem. Dr. Kovač, Hamburg 2003, ISBN 3-8300-1036-2.[3]
- Deutsches Kriegsziel Irak. Der deutsche Griff auf den Nahen Osten im Zweiten Weltkrieg. Über Kaukasus und Kairo zum Öl des Orients. Pläne und Wirklichkeit. Dr. Kovač, Hamburg 2007, ISBN 978-3-8300-3030-0.
- Der Botschafter und der Papst. Weizsäcker und Pius XII. Die deutsche Vatikanbotschaft 1943–1945. Dr. Kovač, Hamburg 2008, ISBN 978-3-8300-3467-4.
- Prinz Philipp von Hessen. Hitlers Sonderbotschafter für Italien. Open Access der Humboldt-Universität, Berlin 2009. (Digitalisat.)
- Hemingway und die Deutschen. Dr. Kovač, Hamburg 2009, ISBN 978-3-8300-4707-0.[4]
- Feltrinelli – Sein Weg in den Terrorismus. Humboldt-Universität, Berlin 2010 (Digitalisat).
- Hitlers Italienbild. Ursprünge und Konfrontation mit der Wirklichkeit. Dr. Kovač, Hamburg 2012, ISBN 978-3-8300-6170-0.[5][6]
- Angst vor Deutschland. Mussolinis Deutschlandbild. Dr. Kovač, Hamburg 2015, ISBN 978-3-8300-8340-5.[7][8]
- Graf von der Schulenburg – Kulturvermittler zwischen Italien und Deutschland, Humboldt-Universität Berlin 2016;
- Deutsch-italienische Eiszeit. Der Pressekrieg Juli 1934 bis Mai 1935. Dr. Kovač, Hamburg 2017, ISBN 978-3-8300-9670-2.
- Hemingway and the Germans. Dr. Kovac, Hamburg 2018, ISBN 978-3-339-10300-0.
- Die letzte deutsche Illusion im Zweiten Weltkrieg. Waffenruhe im Westen und mit ganzer Kraft gegen den Osten. Dr. Kovac, Hamburg 2020, ISBN 978-3-339-11862-2.
- David Irving. Vom Bestseller-Autor zum Holocaust-Leugner. Dr. Kovac, Hamburg 2021, ISBN 978-3-339-12326-8.
- Alfred Kantorowicz. Die Wanderung zwischen Ost und West endete im Niemandsland. Dr. Kovac, Hamburg 2022, ISBN 978-3-339-12988-8.